# Ukkel
 Der er for få eller ingen kildehenvisninger i denne artikel, hvilket er et problem. Du kan hjælpe ved at angive troværdige kilder til de påstande, som fremføres i artiklen.

Uccle (fransk) eller Ukkel (nederlandsk) er en by og kommune i Belgien. Byen udgør i dag en del af hovedstadsregionen Bruxelles. Indbyggertallet er pr. 1. januar 2025 87.194, og kommunen har et areal på 22,9 km² og en befolkningstæthed på 3.812/km².
Ukkel ligger i den sydlige del af hovedstadsregionen og huser en del af skoven Forêt de Soignes/Zoniënwoudegt. Beboelsen hører til i den fornemme ende af Bruxelles med tilsvarende høje lejepriser.
Kommunen grænser mod nord til Forest og Ixelles, mod øst til Bruxelles Kommune og Watermael-Boitsfort, og mod syd til de flamske kommuner Rhode-Saint-Genèse, Drogenbos og Linkebeek.

## Historie
Ifølge overleveringen blev kirken Sint-Pieter Kerk indviet i Ukkel i 803 af pave Leo III i overværelse af Karl den store og biskoppen i Liège, Gerbaldus. I de følgende århundreder byggede adskillige adelsfamilier godser i området og tog residens her. I 1467 grundlagde Isabella af Portugal (1397-1471), der var gift med Filip den gode (1396-1467), hertug af Burgund, et franciskanerkloster i Ukkel. Senere blev Ukkel hovedsæde for domstolen for området, inklusiv Bruxelles. I den tidlige del af historien beholdt byen dog en landlig karakter og fik sin hovedindtægt fra skov- og landbrug.
I 1795 blev Ukkel slået sammen med naboområderne til en kommune med egen borgmester og eget byråd. Man måtte dog vente til 1828, før de hollandske myndigheder tillod opførelsen af det første rådhus. Denne periode var præget af økonomisk fremgang og vækst, stimuleret af den nære beliggenhed ved to hovedveje, der forbandt Bruxelles med det foretagsomme syd. Et nyere og større rådhus blev bygget mellem 1872 og 1882. Bankdirektør og filantrop, Georges Brugmann, bidrog en stor del til urbaniseringen af byen omkring år 1900. Til trods for den hastige vækst i bymæssig bebyggelse lykkedes det Ukkel at bevare en stor del af de grønne arealer uberørt, hvilket i dag er medvirkende til at tiltrække hovedstadens velhavende indbyggere.

## Opkaldt efter Uccle/Ukkel
- Hønserace. I det tidlige 20. århundrede opdrættede Michel van Gelder i Ukkel en ny hønserace, der blev opkaldt efter byen: fr.:Le Barbu d'Uccle, nl.:Ukkelse Baardkriel, da.:Ukkelse Skæghøns, en.:Uccle Bearded, ty.:Ukkelsche Bartzwerge.
- Pæresort. Sorten Marie Louise d'Uccle skulle være lavet af Mr. Gambier i Uccle, og et træ af denne sort bar frugt første gang i 1846. Omtalt i Bredsteds danske pomologi i 1890.
- Hunderace. En af stamfædrene til Belgisk Hyrdehund var hunden, Picard d'Uccle, en af de første sorte, langhårede hunde.

## Kendte mennesker fra Uccle/Ukkel
- Pierre Harmel (født 1911), politiker og juraprofessor, premierminister i 1965-66, formand for senatet 1973-77
- Marc Dutroux (født 1956), forbryder
- Mathilde af Belgien (født 1973), Dronning af Belgien
- Axel Merckx (født 1972), cykelrytter, kørte for T-Mobile Team (2007)
- Vincent Kompany (født 1986), fodboldspiller, spiller for Manchester City.